# Har Conam
Har Conam (hebrejsky: הר צונם) je hora o nadmořské výšce 673 metrů v severním Izraeli, v Horní Galileji.
Má podobu plochého zalesněného návrší, situovaného cca 1 kilometr jižně od vesnice Even Menachem, které se zvedá z podlouhlého zlomu, jenž sleduje severní stranu vádí Nachal Šarach. Výškový rozdíl mezi dnem údolí a těmito útesy přesahuje 200 metrů. Dál k jihozápadu pokračuje tento terénní zlom sérií dalších dílčích vrcholků jako Har Avi'ad a Har Sar Šalom.